# Абдувалиев, Андрей Хакимович
Андрей Хакимович Абдувалиев (род. 30 июня 1966, Ленинград) — советский, таджикский и узбекский легкоатлет, заслуженный мастер спорта. Чемпион Олимпийских игр 1992 в метании молота. Двукратный чемпион мира (1993, 1995).
Личный рекорд — 83,46 м (1990).
Чемпион СССР (1991). Заслуженный мастер спорта СССР (1992).
После завершения спортивной карьеры в 2000 году работал генеральным секретарём федерации лёгкой атлетики Узбекистана, главным тренером национальной сборной по лёгкой атлетике.
Выступал за «Динамо» Душанбе.